# Гълъб войвода (Омарчево)
 Тази статия е за хайдутина от Омарчево.  За хайдутина от Калофер вижте Гълъб войвода.  
Гълъб войвода е български хайдутин.
Войводата е роден в село Омарчево.
Когато вече е мъж заживява в Стара Загора, където си харесва някоя си мома Станка Дерменджииванова. Бил честолюбив българин, и когато е пренебрегнат, събира малка чета и хваща Балкана. По някое време решава за отнъщение да убие бившата си изгора, но при кървавата схватка вместо нея е убит баща и. След тези събития Гълъб върлува в Стара планина и подир него турците пращат потеря подир потеря. Сам султана издава разпореждане да бъде заловен жив или мъртъв. Тази потеря е унищожена от Вълко войвода. Четите на Гълъб и Вълко действат съвместно в Стара планина и Средна гора за десетина години от 1823 до 1834 години. Зимно време Гълъб прекарва в столицата на империята.
Любовта на войводата към Станка не угаснала съвсем. Всеки път, когато отивал на Узунджовския панаир, и пращал подаръци. Тя умряла в 1879 на 84 – 85 години. Била хубава и на старини.
През 1835 г. войводата разпуска четата и се установява в Браила, където се занимава с търговия.